# Graine aléatoire
Pour les articles homonymes, voir Graine (homonymie) et Germe (homonymie).
Une graine aléatoire (aussi appelée germe aléatoire) est un nombre utilisé pour l'initialisation d'un générateur de nombres pseudo-aléatoires.
Toute la suite de nombres aléatoires produits par le générateur découle de façon déterministe de la valeur de la graine. Par contre, deux graines différentes produiront des suites de nombres aléatoires complètement différentes.
Le choix d'une graine aléatoire est une étape cruciale en cryptologie et en sécurité informatique. La graine est souvent générée à partir de l'état du système (par exemple, en lisant la valeur de l'horloge, ou bien d'un générateur de nombres aléatoires physique, par exemple les mouvements de la souris, ou un bruit électronique).